# 枫林镇 (醴陵市)
枫林镇，原名黄獭嘴镇，是中华人民共和国湖南省株洲市醴陵市下辖的一个乡镇级行政单位。

## 行政区划
黄獭嘴镇下辖以下地区：
黄獭嘴社区、社冲社区、隆兴坳村、金鸡村、狮形山村、台洲村、大湾村、双井村、杨家垅村、蕉源村和株抱樟村。